# Операција Вагањ
Операција Вагањ 95 је кодни назив за операцију Војске Републике Српске у лето и јесен 1995. године чији је циљ био заустављање офанзиве хрватско-муслиманских снага и ослобађање освојених територија. Вагањ 95 је обухватао низ мањих операција на граховском, кључком, санском, петровачком, бихаћком, шиповском и гламочком правцу; борбе су вођене и у Поуњу и на територији општине Мркоњић Град.

## Увод у операцију Вагањ 95
По сламању већег дела Републике Српске Крајине у хрватској операцији "Олуја“ у лето 1995. године, зона одговорности 2. крајишког корпуса ВРС (Бихаћ - Гламоч) постала је озбиљно угрожена притисцима хрватских снага из ливањског и граховског правца: у непосредну опасност су запали Дрвар и Гламоч, а читав фронт према 5. корпусу АРБиХ претио је да се уруши услед напада нових, ослобођених бригада 5. корпуса (јединице које су пре „Олује“ држале фронт према СВК и оперативној групи „Паук"). Главни штаб ВРС се због тога одлучио да у зону одговорности 2. крајишког корпуса упути свеже снаге и покрене противнапад. Званичан почетак операције Вагањ 95, била је директива број 8. Главног штаба ВРС 3. августа, упућена командама Првог и Другог крајишког корпуса. (Директива бр. 8. ВРС, доступна је на странама ICTY)

## Састав и јачина зараћених страна у операција Вагањ 95
Прве пристигле јединице у операцији Вагањ 95 биле су: Прва дринска лпбр (мешовит састав), Друга дринска лпбр (мешовит састав), Бригада Источнобосанског корпуса (мешовит састав), Прва српска бригада (мешовит састав), 65. заштитни пук и 10. диверзантски одред. Све мешовите бригаде, мада су биле свеже, патиле су од истих, озбиљних бољки: није извршена селекција људства па су осим добровољаца у састав мешовитих бригада улазили и редовни припадници матичних бригада; мешовите бригаде су имале симболичну органску ватрену подршку и морале су да се у новим околностима ослањају на ватрену подршку 2. крајишког корпуса или привремено придружених батерија других јединица; логистичка подршка се обављала у хаотичним условима бега цивилног становништва, а како су линије комуникације између матичних корпуса и мешовитих бригада биле несигурне и предугачке, није било услова за друге изворе логистичког обезбеђења; команде бригада чије су матичне општине биле опустошене налетима хрватско-муслиманских снага престале су да постоје у борбеном смислу (борци су напуштали јединице како би збринули породице), али су команде бригада због страха од казни наставиле да шаљу борбене извештаје команди 2. крајишког корпуса и Главном штабу, што је потоње наводило на погрешан закључак да су бокови мешовитих бригада покривени; мешовите бригаде су листом употребљиване за офанзивна дејства, иако то њихов састав објективно није дозвољавао; врло мали број припадник се раније сусрео са ракетно-оклопним нападима непријатеља, што је у почетку стварало панику; све мешовите бригаде су биле привременог састава, што је значило да се борци, углавном, нису међусобно познавали, због чега је долазило до неспоразума, а врло често и до небриге.
Поред слабости које су испољавале мешовите бригаде задејствоване у операцији Вагањ 95, оперативни ниво командовања (оперативне групе и корпуси) није се постарао за довољно обезбеђење борбених дејстава, нарочито не за обавештајни и логистички ниво.
Средином септембра, Главни штаб је упутио додатне снаге како би појачао уздрмане јединице и да би покренуо контранапад. Осим још две мешовите бригаде, упућене су и најјаче бригаде Првог крајишког корпуса: 16. крајишка, 43. приједорска, 6. санска и 5. козарска бригада. На фронт су, такође, стигли и 11. Дубичка, Прва бањалучка, Друга крајишка бригада, Први батаљон војне полиције и Извиђачки одред Првог крајишког корпуса, те један део бораца Специјалне бригаде полиције из источног дела Републике Српске; на основу договора Караџића и Јовице Станишића, на фронт је стигла и Арканова јединица „Тигрови“ (око 300 људи).
Локалну основицу снага Војске Републике Српске чиниле су бригаде 2. крајишког корпуса, 30. пешадијске дивизије и друге бригаде Првог крајишког корпуса.
На основу директиве број 8. Главног штаба, формиране су, у почетном периоду, четири оперативне групе; истовремено формирана је и једна оперативна група за ширу зону општине Приједор. У саставу ОГ-2 биле су Прва бањалучка лпбр, Трећа српска (мешовита) лпбр. и бригада из Источнобосанског копуса (мешовита); свеукупно, 3.800 војника. Оперативној групи је придодата и Гламочка лпбр (по неким информацијама, бригада је у ово време имала 68 бораца), те један батаљон полиције из ЦСБ Бањалука; Оперативна група је имала 35 цеви преко 100мм и 5 тенкова, те један дивизион из Мешовитог артиљеријског пука 2. крајишког корпуса. Друга ОГ покривала је правац Купрес - Гламоч, а заповедник је био генерал Момир Талић. Прва оперативна група покривала је правац Дрвар - Гламоч, а њен заповедник је био генерал Радивоје Томанић. У саставу ОГ-1 биле су Петровачка лпбр, Граховска лпбр, 65. Заштитни пук, Прва дринска бригада (мешовита) и 10. диверзантски одред; у ОГ-1 је ушла и Друга дринска бригада (мешовита), а ватрену подршку ОГ-1 пружао је Мешовити артиљеријски пук 2. крајишког корпуса без једног дивизиона. Свеукупно, ОГ-1 је имала 5.000 - 5.500 војника.
Оперативном групом 3 заповедао је пуковник Милан Атлагић. Зона одговорности ОГ-3 простирала се правцем Петровац - Мартин Брод. У саставу ОГ-3 биле су Прва српска бригада (1.100 - 1.300), 17. Кључка лпбр (1.976), 15. Бихаћка лпбр (1.520), Дрварска лпбр (1.540) и 11. Крупска лпбр (1.909) — свеукупно 8.254 бораца. Поред наведене три ОГ, формирана је још једна ОГ за одбрану општине Приједор у случају напада преко Уне и за чување десног крила Оперативне групе 3. Састав ОГ-9 био је: батаљон из Србачке бригаде, два батаљона из Прњаворске бригаде, чета из Сане, Прва новиградска бригада, раднички батаљон из 43. мтбр, три радничка батаљона из 11. Дубичке лпбр; свеукупно 8.800 бораца.
Поред оперативних групи, Главни штаб се у одбрани ослонио и на 30. пешадијску дивизију, којом је командовао пуковник Зец. За време трајања операције Вагањ 95, дивизија је имала 16.000 бораца, 110 цеви преко 100мм и 28 тенкова. У саставу дивизије, поред команде, биле су следеће бригаде: 31. Јуришна, 19. Доњевакуфска, Прва шиповачка, 7. Купрешка мтбр, 22. Кнежевска, Прва которварошка и 11. Мркоњићка бригада. Зона одговорности дивизије протезала се од Котор Вароши до Купреса. Све наведене јединице су током трајања операције Вагањ 95 учествовале у борбеним дејствима.
Ваздушну потпору ВРС током читавог трајања операције Вагањ пружао је РВ и ПВО ВРС.
Снаге Хрватског вијећа одбране и Хрватске у зони одговорности 2. крајишког корпуса биле су обједињене под командом Анте Готовине. Непосредно по окончању операције „Олуја“, састав хрватских снага био је следећи: две гардијске бригаде (4. Сплитска и 7. Вараждинска) ХВ, Први хрватски гардијски здруг ХВ, три гардијске бригаде ХВО, три пешадијске бригаде ХВ (112. бригада Задар, 113. бригада Шибеник и 141. бригада Сплит), шест домобранских пуковнија ХВ (6. пуковнија, 7. пуковнија, 142. пуковнија, 134. пуковнија, 15. пуковнија и 126. пуковнија), Извиђачко-диверзантска чета Главног штаба ХВ, 60. Гардијски падобрански батаљон ХВО, 22. Диверзантски одред ХВО, јединице војне полиције ХВО, 81. Гардијски самостални батаљон ХВ и снаге Специјалне полиције ХВ (до 1000 војника). Свеукупно, Готовина је на располагању имао око 30.000 војника.
Осим у зони 2. крајишког корпуса, Хрватска војска је током операције Вагањ 95 била активна и у Поуњу, где су у борбеним дејствима, као део Загребачког зборног подручја, учествовали Прва гардијска бригада (Загреб), Друга гардијска бригада (Сисак), једна Извиђачко-диверзантска чета, 17. Домобранска пуковнија, те мањи елементи низа других резервних бригада и пуковнија; приде, у борбама у Посавини (Јасеновац) учешће су узеле и јединице Бјеловарског зборног подручја, и то делови 121. пуковније, 125. пуковније и 52. пуковније. Зборно подручје Бјеловар задејствовало је свеукупно око 3.500 војника. Ако се узме у обзир да је у Источној Славонији за време операције Вагањ 95 било распоређено преко 35.000 војника ХВ (укључујући две гардијске бригаде - 3. (Осијек) и 5. (Винковци), те да је ХВ пред Источном Херцеговином имала 12.000 војника (укључујући 9. гардијску бригаду (Госпић), због опасности према Осијеку, односно Превлаци, од стране Војске Југославије, може се закључити да је већина слободног људства Хрватске војске у једном тренутку било упућено у Босну (изузетак су један део снага Специјалне полиције и снаге Карловачког зборног подручја).
АРБиХ је за време трајања операције Вагањ 95 задејствовао комплетним 5. и 7. корпусом, док су у каснијој фази у борбеним дејствима учешће узеле и јединице Главног штаба АРБиХ (Гардијска бригада и „Црни лабудови"), те пробране маневарске бригаде 2. и 3. корпуса АРБиХ. Свеукупно, АРБиХ је имао на располагању до 40.000 војника.

## Ток операције Вагањ 95
Иако је Вагањ 95 био замишљен као нападна операција ширих размера — што је подразумевало да Војска Републике Српска има стратешку иницијативу — већи део операције је био изразито одбрамбеног, односно зауставног карактера. Могу се разликовати две фазе, раздвојене нападним операцијама хрватско-муслиманских снага. У првој фази, која је трајало од 3. августа до 18. септембра, ВРС је предузео један већи удар на Босанко Грахово и низ мањих тактичких напада; ипак, највећи део времена је проведен у одбрани зоне одговорности 2. крајишког корпуса, која ја, напослетку, скршена хрватско-муслиманском операцијом Маестрал. Другу фазу операције Вагањ 95, која је трајала од 18. септембра до 10. октобра, обележио је низ противнападних и одбрамбених борби ВРС. У овој фази, ВРС је већим делом успео да преко свежих снага не само заустави напад хрватско-муслиманских снага и ослободи добар део заузетих територија, већ и да угрози сам опстанак делова 5. и 7. корпуса АРБиХ; па ипак, поновне нападне операције хрватско-муслиманских снага (Јужни потез, Ураган, Сана), осујетиле су даље напредовање, вратиле снаге ВРС на почетне положаје, и заузеле градове Сански Мост и Мркоњић Град.

### 3. август — 18. септембар: Маестрал, Сана и Ураган
Након завршетка операције „Олуја“, јединице Хрватске војске из Зборног подручја Сплит размештене су као резерва и за одбрану граница спрам 2. крајишког корпуса. Тачније, већи делови 112., 134., 141. и 126. домобранске пуковније распоређени су на линији Срб - Отрић, док су две гардијске бригаде и један батаљон премештени у резерву; јединице ХВО поседале су планину Шатор и Ливањско поље. Са тих позиција, хрватске снаге почеле су са редовним бомбардовањем Дрвара, што је већ преплашено становништво нагнуло у бег.(Извештај ЗпС Главном штабу ХВ од 1.9.1995, доступно на странама ICTY) Јединице ОГ-1 добијају 8. августа појачање у виду Друге дринске лпбр. Већ следећег дана, ова бригада заједно са 65. заштитним пуком и 10. диверзантским одредом добија задатак да овлада Босанским Граховом. У ноћи 12–13. августа, ове јединице успешно заузимају коте Цигељ, Биљег, Видовића Главица и Мали Царевац (контрола пута Книн – Грахово), разбијајући снаге 141. домобранске пуковније. Наредног дана, међутим, два ојачана батаљона (по један из 4. и 7. гбр) снажном артиљеријском ватром и комбинованим оклопно-пешадијским нападом потискују борце Друге дринске лпбр, чиме сламају овај напад ВРС. У периоду 14. август – 9. септембар, јединице ОГ-1 запоседају одбрамбене положаје ближе Дрвару (Видово Село – Каменица – Бобаре). До почетка хрватско-муслиманске операције „Маестрал“, борци ОГ-1 учествују у низу мањих окршаја за боље борбене положаје; и у овом периоду, међутим, јединице ВРС се постепено повлаче на резервне положаје (тако, на пример, пада кота Бобаре).
Истовремено, јединице ОГ-2 и ОГ-3 добијају задатке да овладају Гламочом, односно зауставе нападе 5. корпуса АРБиХ. Упркос упорним наредбама Главног штаба, ОГ-2 покреће напад тек 28. августа; напад је у самом почетку одбијен.
Након што НАТО отпочиње бомбардовање положаја ВРС (Операција Намерна Сила), хрватско-муслиманске снага почињу рад на операцијама Маестрал, Сана 95 и Ураган — у складу са политичким планом америчког дипломате Ричарда Холбрука, по коме снаге ВРС морају бити потиснути на 50% територије БиХ. Четири дана касније, кренули су први удари на јединице ВРС. У ХВ/ХВО операцији Маестрал, хрватске снаге заузимају градове Шипово, Јајце и Дрвар. Истовремено, јединице 5. корпуса АРБиХ освајају Босанску Крупу, Босански Петровац и напослетку Кључ. Јединице 7. корпуса АРБиХ улазе у Доњи Вакуф.
Паралелно са борбама у Западној Босни, снаге 2. и 3. корпуса освајају Возућу и око половине Озренског истурења, у оквиру операције „Ураган“.

### 18. септембар — 10. октобар
Након завршетка хрватске операције Маестрал, хрватско руководство започиње форсирање река Уне и Саве, како би хрватске снаге заузеле Приједор, спречиле излазак јединица АРБиХ на Саву, и ставили Бању Луку у полуокружење. Упркос успешном преласку Саве и Уне на више места, хрватске снаге не успевају да одрже ове мостобране, и након два дана борби повлаче се, уз велике губитке, назад у Хрватску.
За време трајања АРБиХ операције „Сана 95“, Главни штаб ВРС почео је са припремама за велики противудар у склопу операције Вагањ 95. У ту сврху, на санско ратиште послате су једна за другом, у оквиру 10. Оперативне групе Приједор (командант Радмило Зељаја), 5. козарска, 6. санска, 11. дубичка, 16. крајишка (1. пјешадијски батаљон 16. бригаде-интервентни батаљон 1. крајишког корпуса) и 43. приједорска бригада. Као додатна оштрица противнапада, ангажовани су и 65. заштитни пук, Арканова СДГ, Црвене Беретке СДБ, Први батаљон војне полиције и Извиђачко-диверзантски одред Првог крајишког корпуса. Свеукупно, Зељаја је имао на располагању око 16.000 бораца.
Тик пред Санским Мостом, 5. козарска и 6. санска бригада, током 18–22. септембра, потискују јединице 5. корпуса АРБиХ. У другој фази противудара, укључују се остале јединице из ОГ-10 и напредујући преко Новог Града, током 24–30. септембра, долазе до обронака Босанске Крупе и Отоке. Како су комбиноване снаге 5. и 7. корпуса у међувремену заузеле Кључ и запретиле Мркоњић граду, ген. Младић зауставља напад. За потискивање овог крака напада АРБиХ, ген. Младић ангажује 16. крајишку (1. пјешадијски батаљон - 16. интервентни батаљон 1. крајишког корпуса), Другу крајишку бригаду, СДГ, одреде Специјалне полиције РС и делове Прве оклопне бригаде; истовремено, 6. санска и 5. козарска бригада добијају задатак да ставе Кључ под надзор из правца Санског моста. У наредних пет дана (1–6. октобар), јединице ВРС долазе до обронака изнад Кључа. Међутим, 6. октобра 16. крајишка (1. пјешадијски батаљон) хитно је пребачена у рејон Добоја, због пробоја јединица АРБиХ на Озрену. Истовремено са одласком 16. крајишке (1. пјешадијски батаљон 16. бригаде-интервентни батаљон 1. крајишког корпуса), на кључко ратиште стиже око 10.000 војника 7. корпуса АРБиХ, због чега је противнапад ВРС и дефинитивно заустављен.
Наредних дана, јединице АРБиХ освајају Сански мост (10. октобар), док истовремено хрватске снаге потискују ВРС из Мркоњић града. Овим је окончана операција Вагањ 95.

## Политичке и војне контроверзе
Након неуспеха операције Вагањ 95, хрватске снаге изашле су на 24 км од Бање Луке — растојање у домету хаубица ХВ. Да ли је хрватско-муслиманска коалиција могла да заузме Бања Луку или не, постало је, следствено, предмет ужарених расправа.

Команда Зборног подручја Сплит је 18. септембра, након операције Маестрал, предложила Министарству одбране ХР заузимање Бање Луке и утврђивање на левој обали Врбаса. План операције захтевао је, међутим, употребу Прве и Друге гардијске бригаде, које су у то време већ биле неуспешно задејствоване у Поуњу (18.9., документ доступан на страницама ICTY). У сваком случају, развидно је да је команда Зборног подручја Сплит сматрала нереалним заузимање Бање Луке само са снагама ХВО и ЗпС. Хрватско политичко руководство, Фрањо Туђман пре свих, желело је да по сваку цену исправи хрватску „кифлу“, то јест, стави бањалучку регију под свој надзор; у записницима са седница политичког руководства Хрватске (26. 9. Записник из председничких Двора, документ доступан на страницама ICTY), приметно је убеђење Фрање Туђмана да је најповољнији тренутак за тај циљ био непосредно након операције Олуја, али да је тај моменат прокоцкан — због притиска Американаца. Свакако, неуспех у операцији Уна и жеља да се има довољно свежих снага како би се извршио војни притисак на Србе у Источној Славонији, играли су немалу улогу у сплашњавању хрватског ентузијазма за освајање Бање Луке. Приде, није било извесно ко би након рата у стварности контролисао бањалучку регију у том сценарију — Загреб или Сарајево.
Војно руководство АРБиХ, напосле командант 5. корпуса, Атиф Дудаковић, тврдили су, након рата, да је надирање снага АРБиХ ка Приједору (и даље ка Бањој Луци) зауставила Америка, али и да су на том правцу фалиле свеже снаге. Са друге стране, Ричард Холбрук је у својим мемоарима написао да је управо он био тај који је инсистирао да се заузму Приједор и Нови Град, али да АРБиХ и ХВ/ХВО снаге у томе нису успеле.
Питер Галбрајт је у интервјуу за "Еуропа Магазин" изјавио како су он и Ричард Холбрук од Фрање Туђмана и Гојка Шушка тражили да ХВ заузме Приједор и Козарац, али Хрвати после почетног успеха у тој офанзиви нису успели да заузму Приједор. Хрвати су даљи ток операције препустили АРБиХ, али она није била у стању да се организује за даљу офанзиву и заузимање тих градова. Иако се Алија Изетбеговић противио обустави ватре, АРБиХ је била неспособна да самостално настави борбу без хрватске помоћи.
Ван сваке сумње, ситуација у ВРС и Републици Српској била је изузетно тешка након операције Вагањ 95. Пад низа западнокрајишких општина створио је реку избеглица, што је изразито лоше утицало на борбени морал, поред већ постојећих војних пораза. Осим тога, залихе војног материјала већ су биле на крају.
Аналитичари Ције тврдили су да је Бања Лука могла пасти, ако уопште, само непосредно после операције Јужни потез; међутим поновни долазак 16. крајишке, ојачане Другом оклопном бригадом, затворио је пут за Бања Луку преко Мањаче.